# Историја Јордана
Историја Јордана се односи на историју Хашемитске краљевине Јордана и позадинског периода Трансјорданског Емирата под британским протекторатом, као и на општу историју региона Трансјордан.
Постоје докази о људској делатности у Трансјорданији још у периоду палеолита. Ову област су насељавала номадска племена у бронзаном добу, која су се консолидовала у мала краљевства током гвозденог доба – као што су Амонци, Моавци и Едомци, са делимичним подручјима под контролом Израелита. У класичном периоду Трансјордан је дошао под грчки, а касније и римски утицај. Под Римљанима и Византинцима, Трансјордан је био дом Декаполиса на северу, а већи део региона је означен као Византијска Арабија. Класична краљевства која се налазе у региону Трансјорданије, као што је Набатејско царство из римског доба, које је имало престоницу у Петри, оставиле су посебно драматичне рушевине популарне данас међу туристима и филмским ствараоцима. Историја Трансјорданије се наставила са муслиманским царствима почевши од 7. века, делимичном контролом крсташа у средњем веку (Господство Трансјордан) и коначно, мамелучком влашћу од 13. века и отоманском влашћу између 16. века и Првог светског рата.
Са Великом арапском побуном 1916. и последичном британском инвазијом, ова област је 1917. године дошла под англо-арапску администрацију окупиране непријатељске територије на истоку, која је 1920. проглашена Арапском краљевином Сирије. Након француске окупације само северни део Сиријског краљевства, Трансјордан је остављен у периоду интеррегнума. Неколико месеци касније, Абдулах, други син Шарифа Хусеина, стигао је у Трансјордан. Трансјорданским меморандумом о Мандату за Палестину почетком 1920-их, постао је Трансјордански емират под Хашемитским емиром. Године 1946. формирана је независна Хашемитска Краљевина Трансјордан која је убрзо примљена у Уједињене нације и Арапску лигу. Године 1948, Јордан се борио са новорођеном државом Израел око земаља бивше Мандатне Палестине, ефективно стекавши контролу над Западном обалом и припојивши је палестинском становништву. Јордан је изгубио Западну обалу у рату са Израелом 1967. и од тада је постао централна база Палестинске ослободилачке организације (ПЛО) у њеној борби против Израела. Савез између ПЛО и Јорданаца, активан током Рата исцрпљивања, окончан је у крвавом Црном септембру у Јордану 1970. године, када је грађански рат између Јорданаца и Палестинаца (уз подршку сиријских Баасиста) однео хиљаде живота . Након тога, поражена ПЛО је била протерана из Јордана заједно са десетинама хиљада својих бораца и њиховим палестинским породицама, преселивши се у Јужни Либан.

## Камено доба
Докази о људској активности у Јордану датирају из периода палеолита. Иако нема архитектонских доказа из ове ере, археолози су пронашли алате, као што су ручне секире од кремена и базалта, ножеви и алати за стругање.
У периоду неолита (8500–4500. п. н. е.) догодиле су се три велике промене. Прво, људи су постали седелачки, живели у малим селима, и откривали и припитомљавали нове изворе хране као што су житарице, грашак и сочиво, као и козе. Људска популација се повећала на десетине хиљада.
Друго, чини се да је ова промена у обрасцу насељавања била катализована значајном променом климе. Нарочито је источна пустиња постала топлија и суша, на крају до тачке у којој је постала ненастањива већи део године. Верује се да се ова промена климе догодила између 6500. и 5500. године пре нове ере.
Треће, почевши негде између 5500. и 4500. године пре нове ере, становници су почели да праве грнчарију од глине, а не од гипса. Технологију израде грнчарије су у то подручје вероватно унели занатлије из Месопотамије.
Највеће неолитско налазиште у Јордану је Еин Газал у Аману. Многе зграде биле су подељене у три различита округа. Куће су биле правоугаоне и имале су неколико просторија, неке са омалтерисаним подовима. Археолози су ископали лобање прекривене гипсом и битуменом у очним дупљама на локалитетима широм Јордана, Израела, палестинских територија и Сирије. Сматра се да је статуа откривена у Еин Газалу стара 8.000 година. Висок нешто више од једног метра, приказује жену са огромним очима, мршавим рукама, квргавим коленима и детаљним приказом њених ножних прстију.

## Халколит
Током халколита (4500–3200. п. н. е.), бакар је почео да се топи и користи за прављење секира, врхова стрела и удица. Преовладавао је узгој јечма, урми, маслина и сочива и припитомљавање оваца и коза, а не лов. Животни стил у пустињи је вероватно био веома сличан оном савремених бедуина.
Тулеитат Гхассул је велико село из доба халколита које се налази у долини Јордана. Зидови његових кућа били су од опеке од блата осушене на сунцу; његови кровови од дрвета, трске и блата. Неки су имали камене темеље, а многи су имали велика централна дворишта. Зидови су често осликани светлим сликама маскираних мушкараца, звезда и геометријских мотива, који су можда били повезани са верским веровањима.

## Бронзано доба
Многа од села изграђена током раног бронзаног доба (3200–1950. п. н. е.) укључивала су једноставну водну инфраструктуру, као и одбрамбена утврђења вероватно дизајнирана да заштите од напада суседних номадских племена.
У Баб ал-Дра у Вади Араби, археолози су открили више од 20.000 гробница са више одаја, као и куће од цигле од блата које садрже људске кости, лонце, накит и оружје. Стотине долмена раштрканих по планинама датоване су у касни халколит и рано бронзано доба.
Иако је писање развијено пре 3000 година пре нове ере у Египту и Месопотамији, углавном се није користило у Јордану, Ханану и Сирији све до хиљаду година касније, иако археолошки докази указују да су становници Трансјорданије трговали са Египтом и Месопотамијом.
Између 2300. и 1950. п. н. е., многи велики, утврђени градови на врху брда су напуштени у корист малих, неутврђених села или пастирског начина живота. Не постоји консензус о томе шта је изазвало ову промјену, иако се сматра да је то била комбинација климатских и политичких промјена које су довеле до краја мреже град-држава.
Током средњег бронзаног доба (1950–1550. п. н. е.), миграције широм Блиског истока су се повећале. Трговина је наставила да се развија између Египта, Сирије, Арабије и Канаана, укључујући Трансјордан, што је резултирало ширењем технологије и других обележја цивилизације. Бронза, искована од бакра и калаја, омогућила је производњу трајнијих секира, ножева и других оруђа и оружја. Чини се да су велике, различите заједнице настале у северном и централном Јордану, док је југ био насељен номадским, бедуинским народом познатим као Шасу.
Нова утврђења су се појавила на местима као што су Аманска цитадела, Ирбид и Табакат Фахл (или Пела). Градови су били окружени бедемима од земљаних насипа, а падине су биле прекривене тврдим малтером, па је успон био клизав и тежак. Пела је била ограђена масивним зидовима и стражарницама.
Археолози обично датирају крај средњег бронзаног доба око 1550. године пре нове ере, када су Хикси протерани из Египта током 17. и 18. династије. Неколико градова средњег бронзаног доба у Канану, укључујући Трансјордан, уништено је током тог времена.

## Гвоздено доба
Током гвозденог доба (1200–332. п. н. е.), Трансјордан је био дом краљевства Амона, Едома и Моава. Народи ових краљевстава говорили су семитским језицима хананске групе; њихове државе сматрају се племенским краљевствима, а не државама. Амон се налазио на Аманској висоравни, а престоница му је била Рабат Амон; Моав се налазио у висоравни источно од Мртвог мора са главним градом у Кир од Моаба (Керак); и Едом у области око Вади Арабе на југу, са главним градом у Бозри. Северозападни регион Трансјорданије, тада познат као Гилеад, био је насељен Израелитима. Према Библији, Трансјордан је био дом израелских племена Рувим, Гад и половина Манасијиног племена.
Трансјорданска краљевства Амон, Едом и Моав непрестано су се сукобљавала са суседним хебрејским краљевствима Израела и Јудеје, са центром западно од реке Јордан. Један запис о томе је Меша стела, коју је подигао моавски краљ Меша 840. п. н. е.; на њему се хвали због грађевинских пројеката које је покренуо у Моаву и обележава његову славу и победу над Израелитима. Стела, пронађена у Дибану 1868. године, представља једну од најважнијих археолошких паралела записа записаних у Библији; библијски наратив о рату је забележен у 2. књизи о царевима, 3. поглавље.
У исто време, Израел и Краљевина Арам-Дамаск су се такмичили за контролу над Гилеадом. Око 720. године пре нове ере Израел и Арам Дамаск су освојили Неоасирско царство. У међувремену, краљевства Амона, Едома и Моаба имала су користи од трговине између Сирије и Арабије. 701. п. н. е. су се покорили Асирцима да би избегли одмазду. Вавилонци су преузели царство Асираца након његовог распада 627. п. н. е. Иако су краљевства подржала Вавилонце против Јудеје у пљачки Јерусалима 597. п. н. е., они су се побунили против Вавилона деценију касније. Краљевства су сведена на вазале, статус који су задржали под Персијским и Хеленским царством.

## Класични период
Освајање Персијског царства од стране Александра Великог 332. п. н. е. увело је хеленистичку културу на Блиски исток. После Александрове смрти 323. п. н. е, царство се поделило међу његовим генералима, и на крају је већи део Трансјорданије био споран између Птолемеја са седиштем у Египту и Селеукида са седиштем у Сирији. До касног хеленистичког периода, ово подручје је имало мешовиту популацију од Јевреја, Грка, Набатејаца, других Арапа и потомака Амонита. Једна од најбоље сачуваних грађевина из тог периода је Каср ал-Абд, хеленистичка палата коју је изградила јеврејска породица Тобијад, у близини села Ирак ал-Амир.
Набатејци, номадски Арапи са седиштем јужно од Едома, успели су да успоставе независно краљевство у јужним деловима Јордана 169. п. н. е. искоришћавајући борбу између две грчке силе. Јеврејско Хасмонејско краљевство је такође искористило растући геополитички вакуум, заузевши област источно од долине реке Јордан. Набатејско краљевство се постепено ширило како би контролисало већи део трговачких путева у региону и простирало се на југ дуж обале Црвеног мора у пустињу Хиџаз, све до севера до Дамаска, који је контролисало у кратком периоду (85–71) п. н. е. Набатејци су нагомилали богатство од своје контроле над трговачким путевима, често изазивајући завист својих суседа. Такође су имали монополску контролу над Мртвим морем. Петра, неплодна престоница Набатеје, доживела је процват у 1. веку нове ере, вођена својим екстензивним системима за наводњавање водом и пољопривредом. Набатејци су такође били талентовани резбари камена, изградивши своју најсложенију структуру, Ал-Хазнех, у првом веку нове ере. Верује се да је то маузолеј арапског набатејског краља Арете IV.
Римске легије под Помпејем освојиле су већи део Леванта 63. п. н. е, чиме је започео период римске владавине која је трајала четири века. Источна страна долине реке Јордан, тада позната као Переа, била је део Иродијанског краљевства Јудеје, вазалне државе Римског царства. У то време, краљевства Амона, Едома и Моава изгубила су своје посебне идентитете и била су асимилована у римску културу. Неки Едомци су преживели дуже – вођени Набатејцима због побуне, мигрирали су у јужну Јудеју, која је постала позната као Идумеја; Касније су их Хасмонејци преобратили у јудаизам. Међутим, вероватно је да миграција Едомита у јужну Јудеју има старију историју, која датира још од владавине Набукодоносора II.
Ово подручје је такође постало поприште неких важних догађаја у хришћанству, укључујући Исусово крштење. Године 106. нове ере, цар Трајан је без отпора анектирао Набатејско краљевство и обновио Краљевски пут који је постао познат као пут Вија Трајана Нова. Римљани су грчким градовима Трансјордан–Филаделфију (Аман), Герасу (Јераш), Гедару (Ум Кејс), Пелу (Табакат Фал) и Арбили (Ирбид)–и другим хеленистичким градовима у Палестини и јужној Сирији дали ниво аутономије формирањем Декаполиса, лиге десет градова. Јераш је један од најбоље очуваних римских градова на истоку; посетио га је чак и цар Хадријан током свог путовања у Сиријску Палестину.
Године 324. Римско царство се поделило, а Источно римско царство, касније познато као Византијско царство, наставило је да контролише или утиче на регион до 636. године. Хришћанство је постало легално унутар царства 313. године након што је цар Константин прешао у хришћанство. Солунским едиктом је хришћанство постало званична државна религија 380. године нове ере. Трансјордан је напредовао током византијског доба, а хришћанске цркве су подизане свуда. Црква Акаба у Ајли је саграђена током ове ере, сматра се да је то прва у свету наменски изграђена хришћанска црква. Ум ар-Расас у јужном Аману садржи најмање 16 византијских цркава. У међувремену, значај Петре је опао како су се појавили морски трговачки путеви, а након што је земљотрес од 363. године уништио многе грађевине, он је додатно опао, да би на крају био напуштен. Сасанидско царство на истоку постало је ривалство Византијаца, а честе конфронтације су понекад довеле до тога да Сасанидима контролишу неке делове региона, укључујући Трансјордан.

## Средњи век
Почетком 7. века, област модерног Јордана постала је интегрисана у ново арапско-исламско царство Омејада (прва муслиманска династија), које је владало већим делом Блиског истока од 661. до 750. године. У то време, Аман, данас главни град Краљевине Јордана, постао је главни град у „Јунд Димашку“ (војни округ Дамаска, који је и сам део провинције Билад ал-Шам), и постао је седиште провинције гувернер. Узгред, постојао је и округ „Јунд ал-Урдун” („Јорданско царство”), али је то обухватало северније подручје од модерног Јордана.
Под наследницима Омајада, Абасидима (750–1258), Јордан је био занемарен и почео је да пропада због геополитичке промене до које је дошло када су Абасиди преместили своју престоницу из Дамаска у Куфу и касније у Багдад.
Након пропадања Абасида, деловима Јордана су владале различите силе и царства, укључујући крсташе, Ајубиде, Мамелуке као и Османлије, који су заузели већи део арапског света око 1517. године.

## Османска владавина

### Рани османски период
Левант, који је био под контролом Мамелука од 1250. године, а посебно династија Бурџи од 1382. године, изгубљен је од стране Османлија након њихове победе у бици код Марџ Дабика која се завршила убиством владајућег Кансуха ал-Гурија у августу 1516. године. У почетку, Османлије се нису много мешале источно од реке Јордан, али повећана трговинска активност која је пролазила кроз Јордан и њихове нове одговорности према хаџу убрзо су довеле до успостављања владе у Ал-Караку и гарнизона у Ал Шобаку. Пољопривредна села у Јордану доживела су период релативног просперитета у 16. веку, захваљујући стабилности и административним структурама које су Османлије донеле. У региону су се племена борила за регионалну хегемонију, јер за разлику од других региона као што су Палестина или Дамаск, јорданска територија би имала мањи османски надзор, а понекад би била практично одсутна и сведена на годишње посете за прикупљање пореза. То је омогућило племенима у тој области да имају много више аутономије. У отоманском периоду ће моћни играчи унутар Јордана, а то су Бани Амр-Бану Окбах, Михаидат и Ал-Фадл, бити отприлике замијењени Ал-Мајалијем, Ал-Фајез-Бани Сахером, односно Адваном.

### Долазак Бани Сакера и Адвана
Крајем 16. века, део древних племена Бани Сакер и клана Сувијет из Бани Дафира, оба потомака Таја, кренули су ка северу, а Сахерити су мигрирали из своје прадомовине Ал Ула и Дафирити. полазећи такође из области близу Медине. Бани Сакхер је до тада лутао областима од југа Ал Уле до севера до Голанске висоравни, и све до истока до Фајума у Египту барем од раног мамелучког доба, али је миграција која је требало да се деси била трајније и значајније природе. Непријатељство између два мигрирајућа племена ће ускоро почети када су се сукобила у бици у јужном Јордану, што је резултирало одлучујућом победом Бани Сахера. Дафири би побегли у Ал Азрак где су их Бани Сакхер пратили и поново се борили са њима, десеткујући њихове снаге и убијајући њиховог шеика, султана Ал-Сувијета. После овог пораза, племе би се поделило на два дела, једно је наставило на исток у Ирак, а друго је остало у Јордану, идући на запад и постали преци племена Адван. Бани Сакхер се такође сударио са Вулдом Али Аназом на путу који су мигрирали на север у исто време, битка се завршила победом Бани Сахера и поставила је терен за даља непријатељства између два племена касније у 18. веку.

### Ал-Мајали из Ал-Карака
Око 1565. године, племе Тамими, које је у то време било добро успостављено у Ал-Караку, подигло је побуну за коју се показало да је прескупо да би се послала регуларна снага да га угаси. Лала Мустафа-паша, Вали из Дамаска у то време, тражио је Јусуфа Ал-Нимера из Наблусовог помоћника. Ал-Нимер је марширао на Ал-Карак са својим снагама и заробио Ал-Карак, бежећи од Тамимија код својих рођака у Хеброн, Ал-Тамими који су напустили Ал-Карак сада су добили надимак Ал-Мајали и то је постало њихово породично име. Оставио је иза себе део снага са једним од своје браће, који је држао то подручје све док није стигао турски османски гувернер. У наредном периоду ће Ал-Карак имати избалансирану равнотежу моћи између Турака, Агхавата (потомака Јусуфовог брата који је остао) и племена Емири Бану Окбах из Бану Харба које је држало власт у Ал-Караку од мамелучког доба. 60 година касније, након смрти Омара Агха Ал-Нимра, Јалал Ибн Схадид Ал-Мајали се вратио у Ал-Карак.

### Борба за конфедерацију Хауран и Ахл Ал-Шамал
Хауран, регион који се протеже од северне Сувајде до североисточног Ал Мафрака у Јордану, поред Вади Ал-Азрака, који се обично назива Вади Ал-Сирхан по племену, били су неке од најпожељнијих плодних пашњака за арапска племена све до модерног доба. ере. Племе Сирхан је било главно племе у оба региона и водило је конфедерацију под називом Ахл Ал-Шамал (народ са севера) која је укључивала друга племена попут Ал Иса и Ал Фхеили. Суседно племе Ал Сардииа, предвођено Мухамедом Ал-Мхеидијем, напало је племе Сирхан у близини Дамаска и убило њиховог шеика Шафија Ал Сирхана око 1650. Сардије би захтевале Хауран и Вади као своје и владале би регионом веома строго. Ал Исса и Ал Фхеили су дезертирали и удружили би се са новим господарима, што је довело до тога да Сирхан мигрирају у регију Ал-Јавф и не у контранапад.

### Инвазија Аназа и ратови Бани Сахер
Крајем 17. века племе Вулд Али из конфедерације Аназа, предвођено њиховим главним шеицима Ал-Тајаром и Ибн Смеиром, почело је да мигрира дубље ка северу из Хајбара у област Џаф, коју су Сирхани сада насељавали. Аназех је намеравао да изврши насилно освајање и опсадиће Сирхан у Јавф-у, што је наводно изазвало масовну глад за племе. У то време Бани Сакхер, две половине Бани Сахера, на челу са Ал-Фаиезом и Кхреисхом, редовно су камповале у округу Бершеба и Газа. Припадници племена Бани Сакхер напустили су опкољену област и обавестили шеика Сулејмана Ал-Крејшу из Бани Сахера који је био улогориран у Гази, пошто је Идбеис Ал-Фајез у то време био умешан у сукоб са емиром Бершебе који је довео до емирове смрти. Ал-Кхреиша је јахао од Газе до Јавфа, скупљајући на путу снаге Бани Сахера, и разбио опсаду Аназа на Сирхану. Међутим, Аназа је наставио да јури та два племена и наведе племена да беже на север. Ово је гурнуло Бани Сакхер, са њиховим новим савезницима Сирханом, даље на север у Јордан и на територију Сардије. Бани Сакхер и Аназа ће међутим одржавати политичке везе, посебно у рацијама као што су хајџ караван рације 1700. и 1703. године.
Око 1720. године, трик који су извели шеик И'дбеис Ал-Фајез и шеик Сулејман Ал Кхреиша из Бани Сахера успео је против Махфуза (поглавара) Сардије. Овај догађај би довео до значајног пораста броја коњаника Бани Сахера и трајно би нарушио престиж Сардије. Ал-Фајез су убрзо добили заповеднике хаџ каравана као најспособније племе за њихову одбрану. У једној од наредних година, Аназах се борио против Сардије у Мујзарибу, селу североисточно од Ирбида, и убио би свог шеика и окончао Конфедерацију Ахл Ал Шамал. Након чега би се Бани Сакхер, Сирхан, Сардииа, Ал Иса, Ал Фхеили и нека мања племена склонила у Палестину, док су племена која су остала пристала на Кхава или порез који се плаћа њиховим новим господарима Аназах. Ал Феили би се трајно настанио у палестинским градовима као земљорадници и одрекао се свог бедуинског статуса. Већи део остатка века, Аназа ће владати великим деловима данашњег источног Јордана, од Хаурана до Јавфа, а повремено и регионом Балка и околним регионима.
Бани Сахер, пошто је изгубио многе своје земље на истоку, усмериће своју пажњу на своје западне земље у Балки и Ал-Караку и чак ће се укључити у палестинске борбе за моћ и политику до краја 18. века. Године 1730. довели су у питање доминацију Адвана у Балки и били су довољно успостављени у Балки да не плаћају да пасу на Адвани земљи. Током 1750-их проширили су свој утицај дубље у Ал-Карак и наметнули Кхава многа племена Ал-Карак, укључујући Таравну, Дхмур, Атавна, Сараира, Наваиса, Мааита, Хабасхна и хришћане Ал-Карака. Обе ове експанзије су биле под Идбеис Ал-Фајезовим, што је започело ривалство између Бани Сахера и Мајали на њиховом југу и Бани Сакера и Адван на њиховом северу.
Године 1757, због пропуштене уплате од стране Османлија Бани Сахеру за њихову помоћ у опсади Тиберијаде и због суше у претходној години, Кадан, Идбејев брат и наследник, напао је претходница хаџ каравана под османском командом Муса-паше у Ал-Катрани. Хусејн-паша је такође био упозорен на пљачку претходнице и распршивање гарде, и покушао је да дође до шеика Кадана. Вали из Дамаска Хусејн паша је послао представнике који су понудили шеику Кадану да преговара о безбедном пролазу у Дамаск, али су одбијени. Ово је довело до хајџ караван рације 1757. који је имао одјек у читавом Османском царству и у великој мери утицао на престиж Царства.

### Адванов долазак на власт
Око 1640. године, динамика моћи у округу Белка почела је драматично да се мења доласком двојице браће, Фајеза и Фаузана из племена Ал Дафир, који су потражили уточиште код племена Ал Кинда у близини Џебел Самика. Фаузанова смрт убрзо након њиховог доласка оставила је Фајеза да се интегрише у локалну племенску хијерархију кроз кључни брак са ћерком шеика од Кинда. Ова заједница је родила сина по имену Адван, који ће касније склопити савез кроз брак са ћерком шеика Михдавије, повезујући тако значајне племенске односе који ће поставити темеље за будуће сукобе и територијална проширења.
Адванов син, Хамдан, постао је значајна личност у овим племенским наративима, истичући се успешним нападом на караван који је путовао од северног Ирака до Меке. Напад, који се догодио док је караван прешао поток код Ал Зарке, не само да је ојачао Хамданову репутацију већ је резултирао и набавком камиле по имену „Ал Забта“, награде која ће постати ратни поклич за Адвана. Временом, Хамданова амбиција и растуће незадовољство његовим господаром, Јаудатом, емиром Михдавије, натерали су га да тајно окупи лојалну групу следбеника познату као Ал Крадха, или „Позајмљени“. Ова група се показала кључном у Хамдановим стратегијама, остајући лојална током турбулентних периода који су уследили.
Напетост између Хамдана и Јаудата ескалирала је до тачке лома када су Јаудатови репресивни захтеви довели до побуне, изазване инцидентом у којем је припадник племена био приморан да замени вола на ораницама. Ова побуна, која је тињала две деценије, на крају је довела до Хамданове смрти. Његови синови су, међутим, наставили борбу, користећи контроверзни покушај Михдавије Амира да насилно ожени ћерку хришћанског свештеника из Ал Фхеиса. Ова ситуација је представљала прилику за Адвана да стратешки интервенише удруживањем са племеном Ал Ајармах и постављањем замке за Џаудат под маском помирљиве свадбене гозбе у Ал Фхеису. Настала заседа је била смртоносна; Џаудат и неколико његових људи су убијени, што је кључни тренутак који се још увек обележава уз Ал Михдавијево дрво у селу.
Након тога, Јаудатов син, Дхамман, неспособан да задржи контролу, повукао се са својим следбеницима у Горс ал-Кафраин, Ал Рамех и Ал Шунет Нимрин, ефективно уступајући значајне планинске територије Адвану. Адван бин Хамдан, који је наследио свог оца, искористио је ово повлачење тако што је прогонио Дамановог сина, Машхура, до модерног Дхарсет Машхура, где је Машхур убијен. Победа је омогућила Адвану да консолидује контролу над Гором, расподеливши новостечене земље међу својим синовима и рођацима, по цену Дамана који се склонио код племена Балавна. Његов најстарији син, Каиид, добио је релативно мањи Гхор ал-Рамех и био је охрабрен да даље шири територију изазивањем Дхаммана и Балавна.
Битка која је уследила, која се одиграла на обалама потока Зарка, била је скупа; Кајид је смртно рањен, а претрпљени су значајни губици. Упркос овим неуспесима, Адван, ојачан својим савезницима, Крадха, поново је напредовао, одлучно поразивши Балавну и отеравши Михдавију даље на север, иза Беисана и у дистрикт Ајлун. Ова серија сукоба не само да је учврстила Адванову контролу над Белком, већ је такође означила пад Михдавије као регионалне силе до 1750. године, сада под Каиидовим братом, Дијабом.
Непријатељства су убрзо настала између Ал-Адвана и Захира Ал Омара, овај је послао снаге под командом Касима Ал-Саида да нападну Ал-Адвана и успешно заузели Ал-Салт 1760. године, наводећи Дијаба и његове следбенике да побегну у Ал-Карак. . Салих, Дијабов брат, остао је на својој земљи и извршио је успешан напад на караван натоварен оружјем послат из Наблуса у Ал-Саид. Ал-Саид је скренуо пажњу на Салиха, али је поражен код Ал Гора, а Салих је преузео поглаварство Адвана и Балка од Дијаба. Уследила је криза сукцесије, са Дијабовим неуспелим покушајем да се бори са својим братом, он је затражио турску помоћ због чега је Салих остао у Ал Салту. Салих није препознао презир који су становници Ал Салта имали према Адвану и био је заробљен и погубљен, а његова глава послата Турцима на поклон. Дијаб је повратио свој положај на тренутак све док још једна побуна није изазвала његову смрт и Адван да побегне у Џабал Ал Друз на пола године, враћајући се под вођством познатог песника Нимра Ал-Адвана.

### Мајали долази на власт у Ал-Караку
По Џалаловом доласку, Ал-Караком су доминирале две утицајне фракције: Имамија, потомци турских званичника, и Амр, који су водили своју лозу до Бану Окбаха из Харба, учесника историјског пораза код Му'таха 629. године. Мајали је остао релативно нејасан све док Салим, Џалалов унук, није постао истакнут као поглавица племена. Салим је био кључан у јачању унутрашњег сукоба између Имамије и Амра. Око 1700. године, Салим се, осетивши прилику, удружио са Амром да се супротстави Имамији током велике гозбе на фестивалу Баирам. У близини западних капија Ал-Карак организована је заседа; сигнал за напад — бела застава — подизао се ако је гозба укључивала вола, што је указивало на присуство бројних вођа Имамије. Када је овај сигнал потврђен, Салим и његових 25 људи су кренули у одлучујући напад, уништивши присуство Имамије у Ал-Караку.
Вођство Ал-Карака је потом прешло на Мухамеда Ибн Салима, а потом на Хамада, који је ангажовао Амра око земљишних спорова код Мезара. Користећи традиционалне технике постављања граница, Хамад је успео да значајно прошири територију Мајали, што је био кључни корак у обезбеђивању будућег просперитета племена. Салим ибн Мухамед је наслиједио свог брата Хамада и тражио је подршку сусједних племена као што су Бани Хамида, Хајаиа и Бани Сахр, са којима је Салим успешно протерао Амра из Ал-Карака. Међутим, победа је била горко-слатка јер су савезничка племена захтевала свој део плена, што је довело до наставка сукоба и давања наметања разним групама у региону, док је Бани Сахер наплаћивао кхава већину племена у Ал-Караку.
Халил Мајали, наследио Салима око 1760. Доминација Мајалија била је оспорена током тешке глади 1779. године када је Халил, који је контролисао локалне залихе жита, планирао да искористи глад како би стекао земљу од очајних мештана. Међутим, његови планови су поремећени када је Салимов унук Јусеф ибн Сулејман Мајали, реагујући на хитне потребе заједнице, повео караван жита из Јерусалима назад у Ал-Карак. Упркос покушајима Халила да пресретне и опљачка караван, Јусефове дипломатске вештине су обезбедиле његов безбедан пролаз, што му је донело велику наклоност локалног народа Ал-Караки.
Халилова смрт убрзо након тога означила је још један кључни тренутак за Мајали. Јусеф, који је био веома популаран у Ал-Караку, изабран је за поглавара племена. Позвао је Амр назад у Ал-Карак 1804. године да стратешки подстакне сукоб са Бани Хамидом, што је на крају довело до поновног протеривања Амра. Јусеф је тада подстакао Ал-Каракијеве да нападну Бани Хамиду, окривљујући их за несреће и ратове у региону. После успешног напада, Јусеф је за себе заузео плодну земљу северно од Ал-Карака, обезбеђујући Мајали власт и богатство у Ал-Караку.

### Ал-Фајез период
Бени Сакер под вођством Авада бин Тијаба Ал-Фајеза поново је успоставио конфедерацију Ахл Ал-Шамала почетком 19. века са Ал Сирханом, Ал Сардијом и Ал Исом као млађим племенима, и извршиће напад на Вулд Али Аназу из Палестине и Балва током многих деценија, све до њиховог постепеног слабљења, завршавајући тако што је Бани Сахер повратио своје земље на истоку. Вулд Али Аназах је коначно потиснут на север у Ал Мафрак. Отприлике у то време, 1803. вехабије су почеле да заузимају земље у јужном Јордану, све док нису стигли до Ал-Карака 1808. Каракији, под Јусуфом Ал-Маџалијем, одбили су да плате вехабије, што је можда био разлог за Ибн Са' уд додељује титулу „емира свих бедуина јужно од Дамаска, све до Црвеног мора“. на Јусуфа. Показало се да је ова титула кратког века јер су до 1812. Бани Сакхер били толико надмоћни да су поразили удружене снаге Адвана, Валија из Дамаска Сулејман-паше и новопридошлог, али моћног племена Рувала да заузму и заузму Балку. и бежи од Адвана у Аџлоун где су Ал Фрајхат и Ал Шрајде били највеће силе. Борба за моћ између Ал Фреихата и ал Сцхреидеха омогућила је Бани Сахеру да се прошири даље у Јабал Ајлоун. Исте године, Јохан Л. Бурцкхардт ће постати први западњак који је видео древни град Петру у више од хиљаду година. Године 1820. одиграла се битка између Бани Сахера, које је сада предводио млади Фенди Ал-Фајез, и Адвана предвођених Дијабом и њиховим савезницима Бани Хасана северно од Балке где је „проливено много крви“.
Године 1822. Сирија је уступљена Исмаил-паши и растућој династији Мухамеда Алија у Египту, међутим владавина племена је и даље остала слаба и моћнија племена ће током овог периода добити аутономију. Године 1825, Ал-Фреихат и њихови савезници су стали на страну Адвана и њихове Балка коалиције која је укључивала списак племена у Ал Крадхи и Бани Хасан, успешно потиснувши Бани Сахер из Јабал Ајлоуна. Године 1833. Ибрахим-паша се окренуо против Османлија и успоставио своју власт, чија је опресивна политика довела до неуспешне побуне сељака у Палестини 1834. Јорданске градове Ал-Салт и Ал-Карак уништиле су Ибрахим-пашине снаге због пружања уточишта палестинској побуни у бекству. вођа. Египатска власт је насилно окончана 1841. године уз помоћ западне интервенције, обновљена је османска власт. Средином 18. века па нагло ширење Бани Сакера, под садашњим емиром Фендијем Ал-Фајезом који је наизглед засенио свог колегу Хрејшу и који би стекао ефективну контролу над целим племеном. Године 1848, експедиција америчког морнаричког официра Вилијама Линча навела га је да наиђе на Бани Сахер током преговора са Акил Агом. Линч је већ тада приметио да је племе у овом тренутку била најмоћнија сила источно од Јордана, и да се Фенди Ал-Фајез помиње као принц, а његов син и наследник Сатам као млади принц. Отприлике у то време Фенди је послао Сатама као изасланика Мухамед Али-паши из Египта, носећи коње за поклоне.
Током тог периода, племе је успело да успостави вазализам над значајним бројем племена и села широм Јордана, укључујући Ал Сардију, Ал Сирхан, Бани Абад, Бани Хамиду, и нарочито, утицајног Мајали. Вазализација Ал-Карака и Мајалиса под влашћу Ал-Фајеза је значајно документована 1863. од стране италијанског истраживача Карла Гварманија.
Кључни догађај у овој динамици моћи укључивао је породицу Мајали, што је детаљно описано у извештају Карла Гварманија у његовој књизи, Северни Неџд. Мештани села Ал Тафилах, који су традиционално били под јурисдикцијом Мохамеда Ал-Маџалија и навикли да плаћају годишње почасти, изразили су незадовољство због све мање заштите Мајалиса. Предвођени Абдулахом Ал-Хуаром, шефом Ал Тафилаха, колективно су одлучили да се одрекну свог вазалног статуса, предлажући уместо тога да понуде годишње поклоне у знак поштовања. Ова смена није добро пристала шефу Ал-Маџалија, који је намеравао да поново успостави контролу. Међутим, интервенција Бани Сахера, под вођством Фендија, чији су дипломатски напори довели до компромиса који је спречио тренутни сукоб.
Напетост се поново појавила у јануару 1864. када је Ал-Маџали покушао да поврати власт над Тафилахом. Овај потез је покренуо званичну објаву рата од стране Фенди. Схласх Ал-Бахит Ал-Фајез је водио успешан тактички напад на Коблан Ал-Мхејсена, којег је Ал-Маџали именовао да управља Тафилахом. Као одговор, Фенди је распоредио 200 ратника који су се суочили са страшном опозицијом од 2000 пушкара на дромедарима. Како се сукоб продужавао, народ Ал-Керака нашао се у ефективној опсади, борећи се са несташицом хране и растућим незадовољством. У стратешком потезу, Ал-Маџали је тајно пришао Фендију под окриљем ноћи како би формално признао пораз, пристајући да се искупи онима који су погођени непријатељствима, укључујући враћање Ал-Хуариног сина на дужност шефа Ал-Тафилаха. Ова резолуција је учврстила Ал-Фаиезову утицајну улогу у посредовању и решавању племенских сукоба, додатно потврдила њихово вођство и дипломатску моћ у региону.
Око касних 1860-их Фенди је почео да дели многе своје одговорности са својим сином Сатамом, који ће постати први племенски шеик у Јордану од раног мамелучког доба који се фокусирао на администрацију, пољопривреду и изградњу државе у Јордану изван урбани центри Ал Салт и Ал Карак. Формални савез је склопљен између Бани Сахера и Адвана од почетка њихових непријатељстава 1620-их, браком Алије, сестре Алија ибн Дијаба Ал Адвана, за Сатама. Експедиција Хенрија Тристрама у то подручје била је одмах након овог брака, а шеик Сатам Ал-Фајез га је водио кроз већи део земље током тромесечног путовања, показујући знаке много веће стабилности него што је то био случај у претходним вековима. Ал-Фаиез би упознао Хенрија са моапским каменом који се налазио у вазалној земљи Бани Хамида. Камен је био велико откриће, и након напорних преговора коначно је послат у Париз где се сада налази у Лувру.
Савез између Бани Сахера и Адвана представљао је претњу за османску администрацију, претходећи Великој арапској побуни за пола века. Средином 1860-их Османлије ће послати више снага под Мехмет Рашид-пашом 1867. у Адван земље. Османлије су поставиле Мохамеда Саид Агу за гувернера Балке, што је у великој мери утицало на престиж Адвана. Још једна сила је послата против Адвана које су подржавали Адван, што је кулминирало новим поразом и приморало Адвана да плати 225.000 пијастера као казну. Још једна снага коју је Рашид-паша послао у земље Бани Сахера 1869. године, али је подручје било прескупо за одржавање за Османлије због учесталости напада.
Руски прогон сунитских муслиманских Черкеза у Черкезији, присилио је њихову имиграцију у регион 1867. године, где они данас чине мали део етничког ткива земље. Угњетавање и занемаривање људи у региону приморали су становништво на опадање, једини људи који су остали били су номадски бедуини. Урбана насеља са малим бројем становника била су Ал-Салт, Ирбид, Џераш и Ал-Карак.  Оно што је допринело неразвијености урбаног живота у Јордану била је чињеница да су бедуини нападали насеља као извор живота, урбанисти су морали да им плате да остану сигурни.
Черкези, подржани од Османлија, пресељени су у Аман, што је био огроман губитак за престиж и богатство Адвана. У равнотежи, Османлије су потом населиле хришћане Ал Карака који су од 1750. одавали почаст Ал-Фајезу у Мадаби, упоришту Ал-Фајеза. Ово је у великој мери наљутило шеика Сатама који је до сада био главни шеик Бани Сахера. Сатам је прво протестовао, и са чврстом одлуком Османлија, прибегао је насиљу како би их истерао. Уместо продужене битке, Османлије су умириле младог емира тако што су му званично дале канцеларију емира Ал Џиза, која је укључивала титуле Бег и Ага.
Османско угњетавање изазвало је побуну, а пре свега побуна Шубака и побуна Карака, које су угушене уз велике муке.